# Мошт
Мошт (од латинског vinum mustum, „младо вино“) је свеже згњечени воћни сок (обично сок од грожђа) који садржи љуске, семенке и стабљике воћа. Чврсти део шире назива се комина и обично чини 7–23% укупне тежине шире. Прављење мошта је први корак у производњи вина. Због високог садржаја глукозе, обично између 10 и 15%, мошт се такође користи као заслађивач у разним кухињама. За разлику од комерцијално продатог сока од грожђа, који је филтриран и пастеризован, мошт је густ са честицама, непрозиран и долази у различитим нијансама браон и љубичасте боје.

## Винарство
Дужина времена док комина остаје у соку је критична за коначни карактер вина. Када винар процени да је право време, сок се исцеди из комине, која се затим притисне да би се извукао сок који је задржао матрикс. У сок се додаје квасац за почетак ферментације, док се комина често враћа у виноград или воћњак да би се користила као ђубриво. Део одабране неферментисане шире може да се чува као слатка резерва, да се дода као компонента заслађивања пре флаширања. Неки винари праве другу серију вина од коришћене комине додавањем количине воде која је еквивалентна уклоњеном соку, остављајући мешавину да одстоји 24 сата и исцедивши течност. Ово вино се може користити као пиће за запослене у винарији или као основа за неке ракије од комине. Грапа, међутим, по закону мора да се производи само од чврсте комине, без додавања воде.

### Балсамико
Мошт је такође есенцијални састојак за производњу традиционалног балзамичног сирћета, специјалног одлежаног сирћета из регије Емилија-Ромања у Италији, заштићеног европским заштитним системом означеног порекла. За ацетификацију се користе одабране колоније бактерија или лента на површини (спора површина) или lenta a truciolo (споре струготине), а затим следи фаза сазревања. Ацетификација и сазревање се одвијају у бачвама од племенитог храста китњака (Quercus petraea), кестена, храста, дуда и клеке. Након минималног периода сазревања од 60 дана, група стручних техничара тестира добијени производ аналитички и органолептички (путем укуса, ароме, палете и других чула).

### Медовина
Овај израз користе и произвођачи медовине за неферментисану мешавину меда и воде која постаје медовина.